# 大湖 (毛德皇后地)
大湖（英語：Lake O-ike），是南極洲的湖泊，位於毛德皇后地的哈拉爾王子海岸，處於翁古爾島東端，根據日本探險隊的測量和拍攝的空中照片繪入地圖，現時由南極條約體系管理。

## 外部連結
- 本条目引用的公有领域材料来自美国地质调查局的文档 《大湖 (毛德皇后地)》 （資料來自地名信息系统）。

69°1′S 39°34′E / 69.017°S 39.567°E